# Walter Dix
Walter Dix (* 31. ledna 1986 Coral Springs, Florida) je americký atlet, sprinter.

## Kariéra
V roce 2008 na olympiádě v Pekingu získal bronzovou medaili v závodě na 100 i 200 metrů.
Původně doběhl ve finále běhu na 200 metrů jako pátý, bronz získal až později. Bezprostředně po doběhu přišel o bronz Američan Wallace Spearmon a ze stříbra se dlouho neradoval ani Churandy Martina z Nizozemských Antil. Oba byli diskvalifikováni za vyšlápnutí z dráhy. Stříbro obdržel nakonec Američan Shawn Crawford a Dix získal bronz.
V roce 2011 získal na světovém šampionátu v jihokorejském Tegu stříbrnou medaili v běhu na 100 metrů, když ve finále trať zaběhl v čase 10,08 s. Pod deset sekund a titul mistra světa vybojoval Jamajčan Yohan Blake, který využil zaváhání svého krajana Usaina Bolta, který byl za předčasný start diskvalifikován. Druhé stříbro získal i v běhu na 200 metrů časem 19,70 s. Na mítinku v Bruselu si 16. 9. 2011 vytvořil nový osobní rekord v běhu na 200 metrů časem 19,53 s., čímž se dostal na 4. místo historických tabulek.

## Osobní rekordy
- 100 metrů 9,88 s. (2010)
- 200 metrů 19,53 s. (2011, 6. nejlepší čas historie)